# The Masque of Mandragora
The Masque of Mandragora (Le masque de Mandragore) est le quatre-vingt-sixième épisode de la première série de la série télévisée britannique de science-fiction Doctor Who. Premier épisode de la quatorzième saison, l'épisode fut originellement diffusé en quatre parties, du 4 septembre au 25 septembre 1976.

## Accroche
Après que le TARDIS ai été attaqué par une boule d'énergie, Le Docteur et Sarah Jane Smith atterrissent dans l'Italie du XVe siècle, à San Martino, où le comte Federico tente de détrôner son neveu, le jeune et idéaliste duc Giuliano.

## Distribution
- Tom Baker — Le Docteur
- Elisabeth Sladen — Sarah Jane Smith
- Jon Laurimore — Le Comte Federico
- Gareth Armstrong — Le Duc Giuliano
- Tim Pigott-Smith — Marco
- Norman Jones — Hieronymus
- Robert James — Le Haut Prêtre
- Brian Ellis — Le Frère
- Antony Carrick — Rossini
- Pat Gorman — Le Soldat
- Jay Neill, Peter Walshe — Le Lancier
- James Appleby, John Clamp — Les Gardes
- Peter Tuddenham — La Voix
- Peggy Dixon, Jack Edwards, Alistair Fullarton, Michael Reid, Kathy Wolff — Les Danseurs
- Stuart Fell — L'Amuseur

## Résumé
Le Docteur et Sarah discutent dans une seconde salle de contrôle du TARDIS lorsqu'une boule d'énergie entre dans le vortex temporel. L'intelligence nommé l'Helix de Mandragora les attaque. Ils s'échappent avec le TARDIS sans savoir qu'un fragment de l'Helix est entrée avec eux. Ils atterrissent à San Martino dans l'Italie du XVe siècle, à l'époque où le duc de San Martino meurt, laissant son fils, Giuliano, un jeune homme attiré par la science, comme héritier. Mais la place est visée par son oncle, le comte Federico qui souhaite la mort du jeune homme et complote avec l'astrologue Hieronymous. Celui-ci fait partie d'un culte secret, le culte de Demnos, dont les membres enlèveront Sarah peu de temps après sa sortie du TARDIS. Sans savoir que le fragment d'Helix est lui aussi sorti du TARDIS, le Docteur, tentant de retrouver Sarah, se retrouve face aux hommes du comte et se fait arrêter. Il se fait interroger par Hieronymous et se fait condamner à mort.
Au moment de son exécution, le Docteur parvient à s'échapper grâce à son écharpe. Il se retrouve alors dans les ruines du culte de Demnos et parvient à sauver Sarah du sacrifice. Au même moment l'Helix arrive et se fait passer pour Demnos auprès de Hieronymous auquel il promet de grands pouvoirs s'il obéit à ses ordres. Le Docteur et Sarah sont retrouvés par des gardes mais ceux-ci sont fidèle à Giuliano avec lequel ils sympathisent rapidement. Apprenant que Giuliano a invité des grands scientifiques à son accession au duché, Federico demande à Hieronymous de l'empoisonner. Le Docteur pense que l'Helix a choisi cette destination car les circonstances se prêtaient à ce qu'il soit à la tête d'un nouveau culte lui permettant de prendre possession de la Terre. Il décide d'enquêter autour du temple de Demnos mais se fait psychiquement attaquer par l'Helix et poursuivre par les hommes de Federico, tandis que Sarah se fait de nouveau capturer par les disciples de Demnos. Elle est hypnotisée et droguée par Hieronymous afin de lui faire penser que le Docteur est un sorcier maléfique.
Le Docteur parvient à se détacher de l'influence de l'Helix et part aider Giuliano, avec qui, il parvient à s'enfuir par les catacombes. Ils y retrouvent Sarah, qui semble être amnésique de ce qu'il s'est passé dans le temple. Ils parviennent à regagner le palais par un passage secret. Pendant ce temps, le comte Federico enlève Marco, le meilleur ami de Giuliano et le torture afin qu'il avoue que celui-ci fait partie du culte de Demnos. Le Docteur arrive à la conclusion que l'Helix a conduit le TARDIS dans cet endroit pour une bonne raison : tuer Léonard de Vinci et empêcher la période de la Renaissance. Alors que le Docteur interroge Hieronymous sur ses pouvoirs, il tente de se faire tuer par Sarah mais réussi à déjouer l'attentat à temps. Tous sont enlevés par les gardes de Federico à l'exception de Hieronymous qui parvient à s'enfuir à temps.
Emprisonné, le Docteur explique au comte que le culte de Demnos constitue une grande menace pour le duché. Le comte accepte de le suivre dans le temple, où ils assistent à une cérémonie dans laquelle le pouvoir de l'Helix est transféré à Hieronymous. Federico arrache le masque de celui-ci et s'aperçoit que son visage n'est plus qu'une boule d'énergie. Hieronymous utilise ses nouveaux pouvoirs pour le tuer. Le Docteur se fait passer pour un moine et réussit à revenir et à prévenir Giuliano. Avec la mort de son oncle, celui-ci est officiellement duc et les gardes sont dorénavant de son côté. Le Docteur comprend que les disciples vont tenter de prendre le pouvoir lors de l'éclipse devant arriver lors du bal marquant l'arrivée au pouvoir de Giuliano et commence à prévoir un plan. Hieronymous fait irruption au bal et enlève les participants afin de leur faire assister à l'apparition de l'Helix. Au moment fatidique, les disciples tombent à Terre et l'énergie de l'Helix est dispersée. Le chef de leur culte enlève son masque, il s'agit du Docteur. Le lendemain, lui et Sarah repartent après avoir refusé une proposition du duc Giuliano de devenir scientifique à sa cour.

### Continuité
- C'est la première apparition de la salle de contrôle secondaire du TARDIS. À l'intérieur, Sarah trouve une veste appartenant au troisième Docteur ainsi que la flûte du second Docteur et un siège vu dans le TARDIS du premier Docteur.
- C'est la première fois que le Docteur explique la raison pour laquelle tous les langages sont compréhensibles dans la série : il s'agit d'un don des Seigneurs du Temps. Dans l'épisode de 2005 « La Fin du monde » le Docteur explique que l'influence du TARDIS permet cette traduction.